# Papistylus
Papistylus é um género de plantas com flores pertencentes à família Rhamnaceae.
A sua área de distribuição nativa é no sudoeste da Austrália.
Espécies:
- Papistylus grandiflorus (C.A.Gardner) Kellermann, Rye & K.R.Thiele
- Papistylus intropubens Rye